# Auriculella pulchra
Auriculella pulchra е вид охлюв от семейство Achatinellidae.

## Разпространение
Този вид е разпространен в САЩ (Хавайски острови).